# Coppa KOVO 2021 (maschile)
La Coppa KOVO 2021, 16ª edizione della coppa di lega sudcoreana di pallavolo maschile, si è svolta dal 14 al 21 agosto 2021: al torneo hanno partecipato 8 squadre di club sudcoreane e la vittoria finale è andata per la seconda volta ai Woori WON.

## Regolamento

### Formula
La competizione prevede due fasi, quella preliminare e quella finale:
- Nella fase preliminare le sette squadre provenienti dalla V-League e la formazione dell'esercito, il Sangmu, vengono divise in due gironi da quattro squadre, al termine dei quali le prime due classificate di ciascun girone si qualificano alla fase finale;
- Nella fase finale le formazioni qualificate si sfidano in incontri di semifinale e finale in gara unica, con gli accoppiamenti basati sul posizionamento nella fase preliminare.

### Criteri di classifica
L'ordine del posizionamento in classifica è stato definito in base a:
- Numero di partite vinte;
- Ratio dei punti realizzati/subiti;
- Ratio dei set vinti/persi.

## Squadre partecipanti
| Girone A           | Girone B          |
| ------------------ | ----------------- |
| Hyundai Skywalkers | KB Stars          |
| KEPCO Vixtorm      | Korean Air Jumbos |
| OK Okman           | Sangmu            |
| Samsung Bluefangs  | Woori WON         |

## Torneo

### Fase a gironi

#### Gruppo A

##### Risultati
| 14 agosto 2021 Uijeongbu Gymnasium, Uijeongbu Durata: 2h:33 - Spettatori: 0 | KEPCO Vixtorm      | 2 - 3 | Hyundai Skywalkers | 24-26, 25-15, 25-16, 22-25, 16-18 |
| 14 agosto 2021 Uijeongbu Gymnasium, Uijeongbu Durata: 1h:29 - Spettatori: 0 | OK Okman           | 3 - 0 | Samsung Bluefangs  | 25-20, 25-22, 25-17               |
| 16 agosto 2021 Uijeongbu Gymnasium, Uijeongbu Durata: 1h:54 - Spettatori: 0 | Hyundai Skywalkers | 1 - 3 | OK Okman           | 25-18, 22-25, 21-25, 15-25        |
| 16 agosto 2021 Uijeongbu Gymnasium, Uijeongbu Durata: 1h:26 - Spettatori: 0 | Samsung Bluefangs  | 0 - 3 | KEPCO Vixtorm      | 20-25, 14-25, 20-25               |
| 18 agosto 2021 Uijeongbu Gymnasium, Uijeongbu Durata: 1h:25 - Spettatori: 0 | Hyundai Skywalkers | 3 - 0 | Samsung Bluefangs  | 29-27, 25-18, 25-15               |
| 18 agosto 2021 Uijeongbu Gymnasium, Uijeongbu Durata: 2h:02 - Spettatori: 0 | KEPCO Vixtorm      | 3 - 1 | OK Okman           | 25-16, 23-25, 25-17, 25-23        |

##### Classifica
| Pos. | Squadra            | G | V | P | SV | SP | Ratio | PF  | PS  | Ratio |
| ---- | ------------------ | - | - | - | -- | -- | ----- | --- | --- | ----- |
| 1    | KEPCO Vixtorm      | 3 | 2 | 1 | 8  | 4  | 2,000 | 285 | 235 | 1,213 |
| 2    | OK Okman           | 3 | 2 | 1 | 7  | 4  | 1,750 | 249 | 240 | 1,038 |
| 3    | Hyundai Skywalkers | 3 | 2 | 1 | 7  | 5  | 1,400 | 262 | 265 | 0,989 |
| 4    | Samsung Bluefangs  | 3 | 0 | 3 | 0  | 9  | 0,000 | 173 | 229 | 0,755 |

      Qualificata in semifinale.

#### Gruppo B

##### Risultati
| 15 agosto 2021 Uijeongbu Gymnasium, Uijeongbu Durata: 2h:00 - Spettatori: 0 | Sangmu            | 3 - 1 | KB Stars          | 25-16, 25-21, 17-25, 25-17        |
| 15 agosto 2021 Uijeongbu Gymnasium, Uijeongbu Durata: 2h:39 - Spettatori: 0 | Korean Air Jumbos | 2 - 3 | Woori WON         | 25-23, 25-23, 22-25, 31-33, 10-15 |
| 17 agosto 2021 Uijeongbu Gymnasium, Uijeongbu Durata: 2h:28 - Spettatori: 0 | Woori WON         | 2 - 3 | Sangmu            | 25-13, 24-26, 27-29, 25-18, 11-15 |
| 17 agosto 2021 Uijeongbu Gymnasium, Uijeongbu Durata: 1h:31 - Spettatori: 0 | KB Stars          | 0 - 3 | Korean Air Jumbos | 19-25, 22-25, 19-25               |
| 19 agosto 2021 Uijeongbu Gymnasium, Uijeongbu Durata: 2h:04 - Spettatori: 0 | Korean Air Jumbos | 3 - 1 | Sangmu            | 25-15, 21-25, 25-20, 25-22        |
| 19 agosto 2021 Uijeongbu Gymnasium, Uijeongbu Durata: 1h:57 - Spettatori: 0 | Woori WON         | 3 - 1 | KB Stars          | 25-18, 27-25, 18-25, 25-20        |

##### Classifica
| Pos. | Squadra           | G | V | P | SV | SP | Ratio | PF  | PS  | Ratio |
| ---- | ----------------- | - | - | - | -- | -- | ----- | --- | --- | ----- |
| 1    | Korean Air Jumbos | 3 | 2 | 1 | 8  | 4  | 2,000 | 284 | 261 | 1,088 |
| 2    | Woori WON         | 3 | 2 | 1 | 8  | 6  | 1,333 | 326 | 302 | 1,079 |
| 3    | Sangmu            | 3 | 2 | 1 | 7  | 6  | 1,167 | 275 | 287 | 0,958 |
| 4    | KB Stars          | 3 | 0 | 3 | 2  | 9  | 0,222 | 227 | 262 | 0,866 |

      Qualificata in semifinale.

### Fase finale
|  | Semifinali        | Semifinali |          |           | Finale | Finale |  |
|  |                   |            |          |           |        |        |  |
|  | KEPCO Vixtorm     | 2          |          |           |        |        |  |
|  | KEPCO Vixtorm     | 2          |          |           |        |        |  |
|  | Woori WON         | 3          |          |           |        |        |  |
|  | Woori WON         | 3          |          | Woori WON | 3      |        |  |
|  |                   |            |          | Woori WON | 3      |        |  |
|  |                   |            | OK Okman | 0         |        |        |  |
|  | Korean Air Jumbos | 1          | OK Okman | 0         |        |        |  |
|  | Korean Air Jumbos | 1          |          |           |        |        |  |
|  | OK Okman          | 3          |          |           |        |        |  |

#### Semifinali
| 20 agosto 2021 Uijeongbu Gymnasium, Uijeongbu Durata: 2h:15 - Spettatori: 0 | KEPCO Vixtorm     | 2 - 3 | Woori WON | 13-25, 25-23, 25-21, 23-25, 12-15 |
| 20 agosto 2021 Uijeongbu Gymnasium, Uijeongbu Durata: 2h:09 - Spettatori: 0 | Korean Air Jumbos | 1 - 3 | OK Okman  | 25-21, 22-25, 22-25, 18-25        |

#### Finale
| 21 agosto 2021 Uijeongbu Gymnasium, Uijeongbu Durata: 1h:34 - Spettatori: 0 | Woori WON | 3 - 0 | OK Okman | 25-23, 28-26, 25-21 |

## Premi individuali
| Premio                 | Giocatore     | Squadra   |
| ---------------------- | ------------- | --------- |
| MVP                    | Na Gyeong-bok | Woori WON |
| Most Impressive Player | Jo Jae-sung   | OK Okman  |